# Rönne (Alster)
|  | Per a altres significats, vegeu «Rönne». |

|  | Per a altres significats, vegeu «Seebek». |

El Rönne també anomenat Seebek és un afluent del riu Alster, a Alemanya. Neix al llac Itzstedter See, al municipi de Itzstedt, al districte de Segeberg a l'estat de Slesvig-Holstein. Desemboca a l'Alster a l'aiguamoll Wakendorfer Moor (una reserva natural a Naherfurth, un nucli de Kayhude).
Tot i que la qualitat de l'aigua i la diversitat de la vegetació no són pas dolents, el Ministeri de medi ambient de Slesvig-Holstein va encarregar un estudi per a millorar-lo. Segons aquest estudi, cal minvar l'agricultura intensiva als marges per tal de reduir la quantitat d'adob que eutrofitza massa l'aigua. Una associació de protecció de la natura va començar a comprar terrenys als marges del rierol. Des del 2007 el curs inferior del Rönne des de Nahe fins a la desembocadura amb l'Alster fa part de la reserva natural de l'«Oberalsterniederung».
El seu nom baix alemany Seebek és un mot compost de See (llac) i el sufix -bek (rierol), la qual cosa es refereix a la seva font. Rönne podria derivar del verb baix alemany rönnen que significa fluir, córrer una paraula parent amb l'anglès to run.

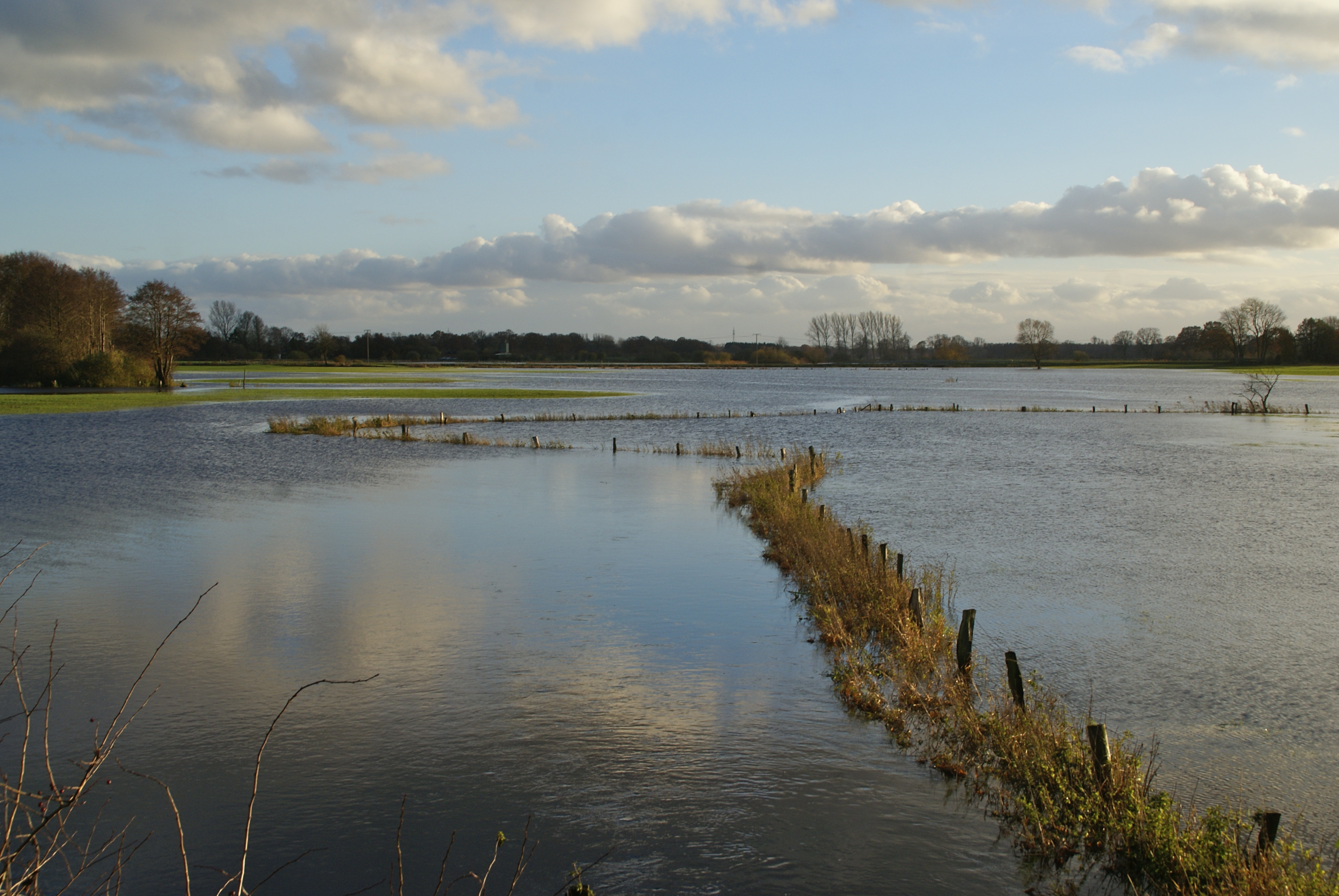
El riu desbordat a la tardor de 2010; el llit normal es reconeix per a la corona de vímet
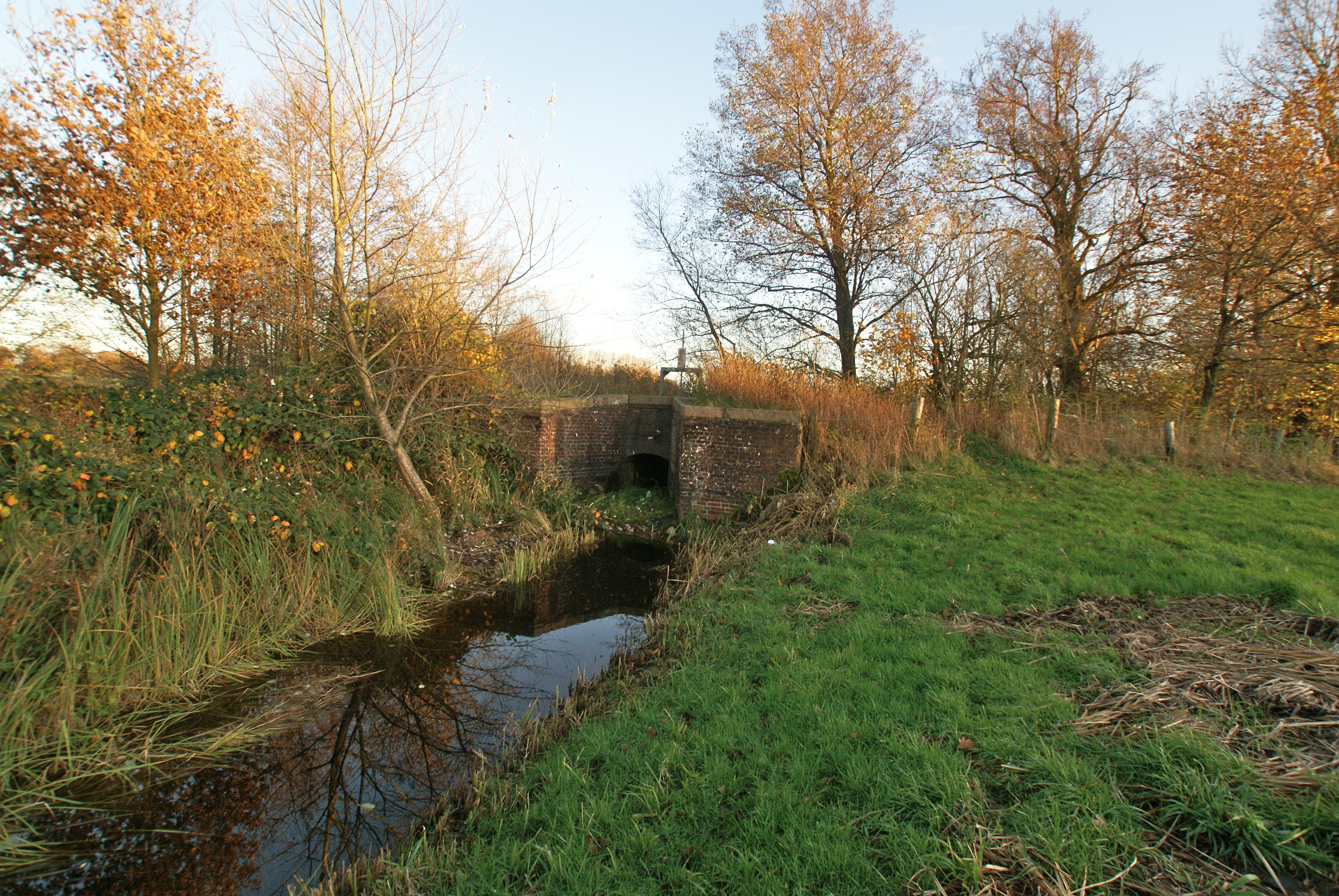
Font del Rönne
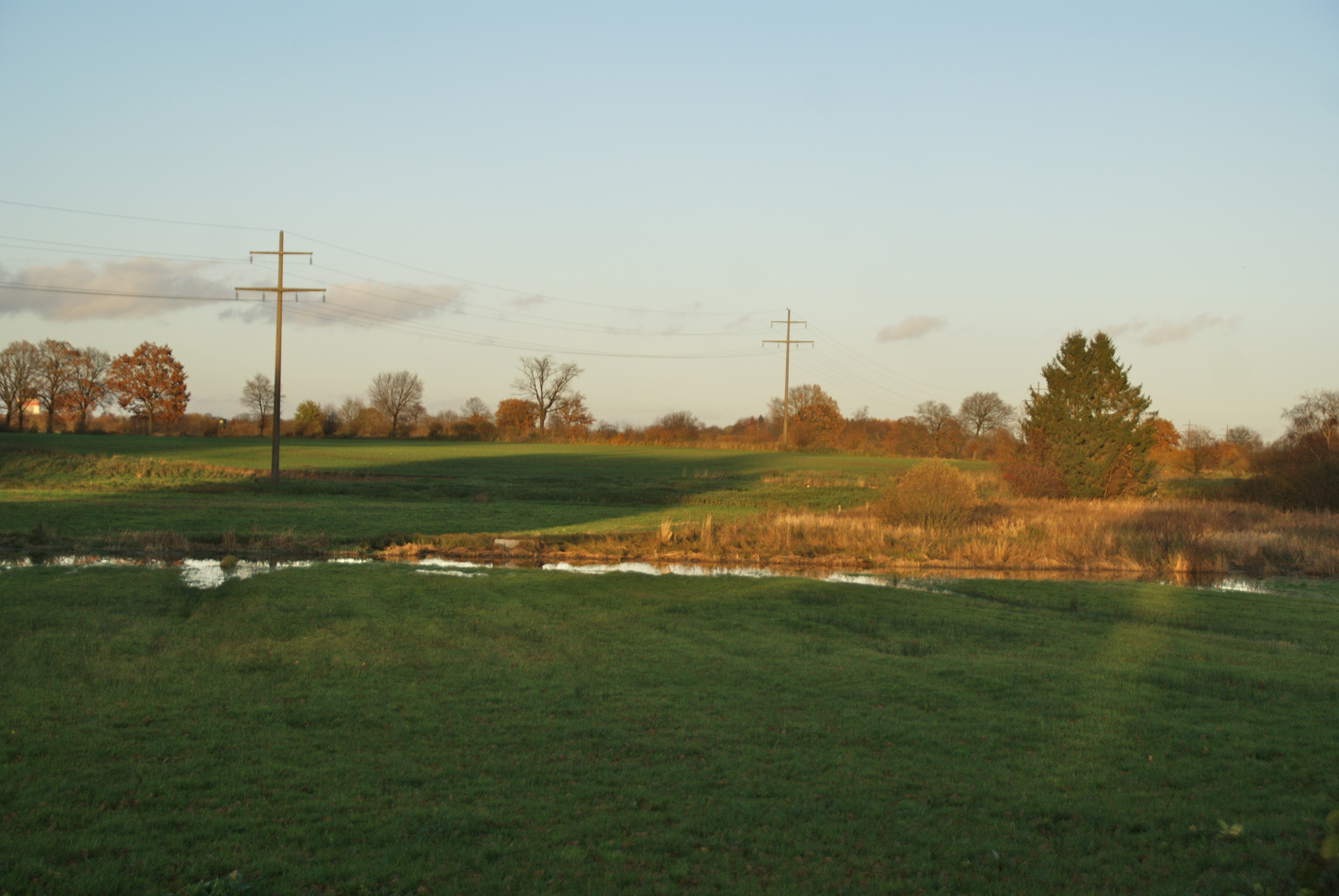
La vall del Rönne
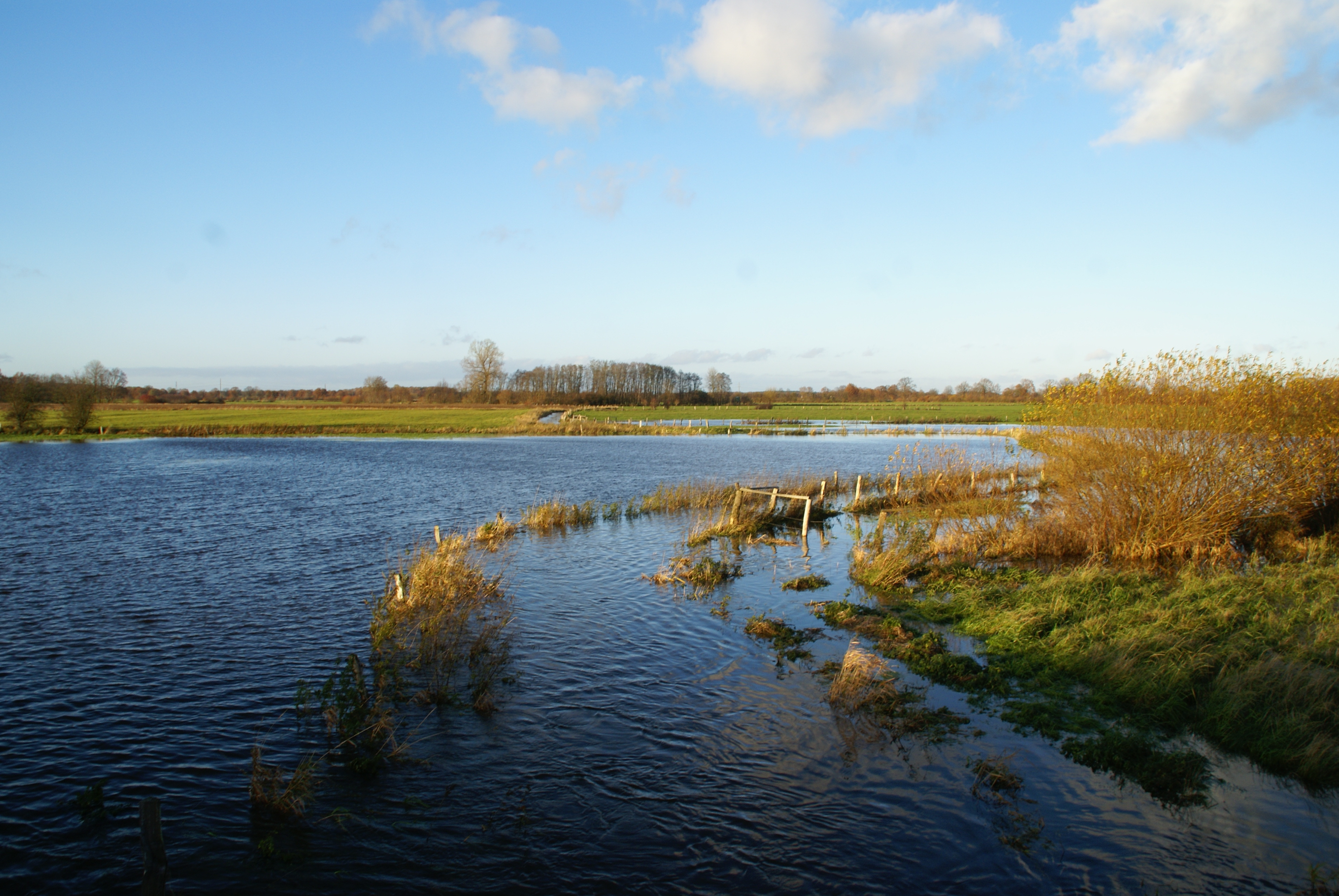
El riu desbordat a la tardor a Nahe
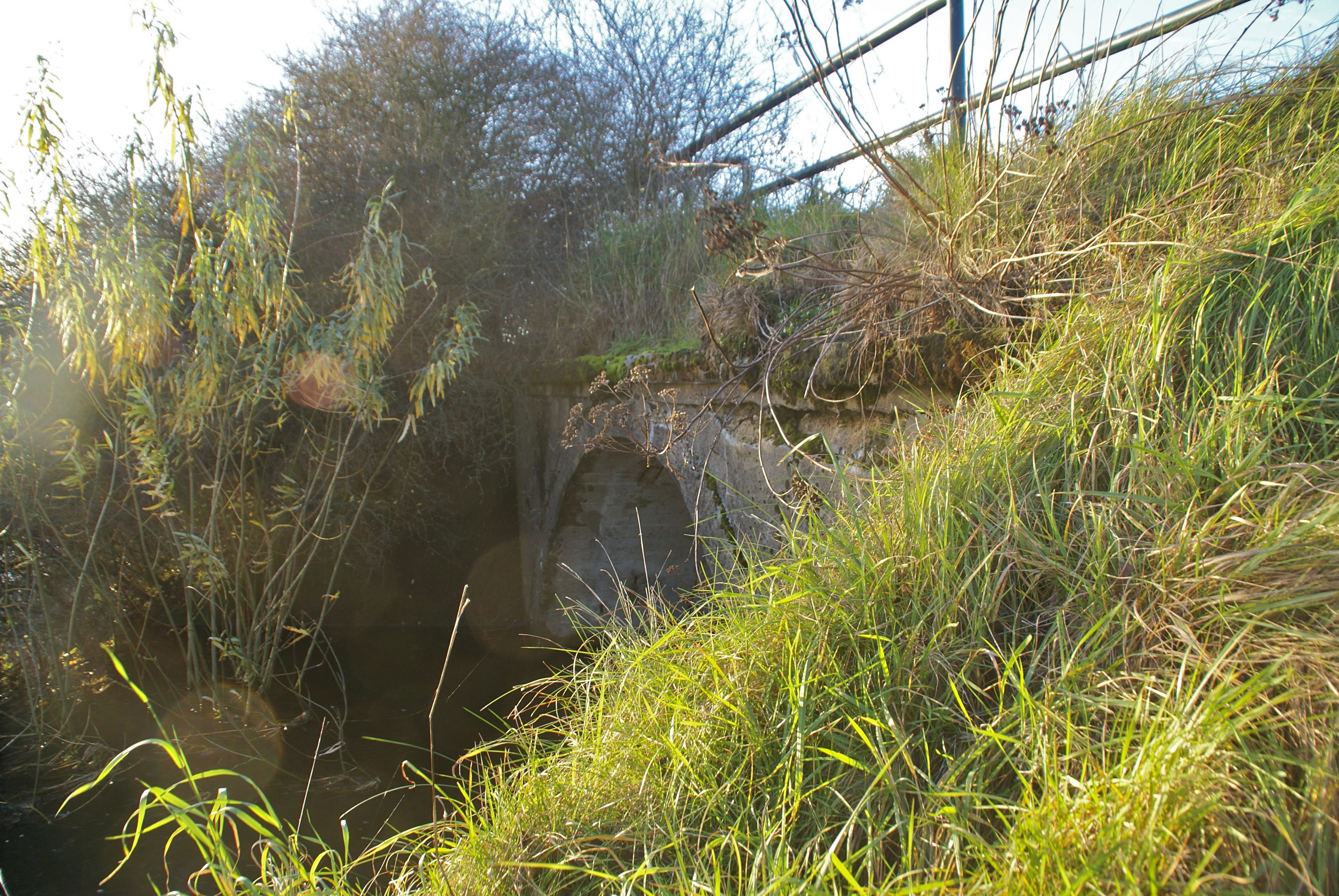
Pont de l'antic ferrocarril

## Afluents
- Bredenbek